# Czasopismo elektroniczne
Czasopismo elektroniczne, e-czasopismo, czasopismo online – wydawnictwo ciągłe, ukazujące się w określonych odstępach czasu, np. tygodnik, dwutygodnik, miesięcznik, publikowane jedynie w postaci elektronicznej i dostępne na nośniku elektronicznym.
Według Barbary Sosińskiej-Kalaty czasopismo elektroniczne to czasopismo, które jest zapisane w postaci cyfrowej oraz udostępniane za pomocą transmisji elektronicznej, najczęściej w Internecie w World Wide Web. W formie e-czasopism są wydawane m.in. periodyki naukowe, fachowe, popularnonaukowe, urzędowe, biuletyny informacyjne, magazyny opinii oraz gazety. Czasopisma elektroniczne są publikowane w sposób ciągły z określoną frekwencją, najczęściej w formatach HTML i PDF. Czasami są do nich dołączane również nagrania dźwiękowe oraz materiały wideo w formatach MP3 i MP4. E-czasopisma mogą być dostępne wyłącznie online lub być elektronicznymi odpowiednikami wersji tradycyjnych.

## Historia
Do powstania czasopism elektronicznych na początku lat 80. XX wieku przyczyniły się m.in.:
- kryzys związany z papierem[2], wynikający ze znacznego wzrostu zapotrzebowania na książki (bariera ilościowa) oraz wzrostu produkcji[3], skutkujący wysokimi cenami publikacji drukowanych,
- postęp technologiczny (rozwój urządzeń elektronicznych, szczególnie komputerów),
- upowszechnianie urządzeń pozwalających na odtwarzanie i obróbkę tekstów,
- rozwój sieci telekomunikacyjnych i opracowanie protokołu FTP,
- problemy bibliotek z magazynowaniem stale rosnącej liczby dokumentów[2].

Pierwszym periodykiem opublikowanym w formie cyfrowej było eksperymentalne czasopismo z zakresu psychologii oraz medycyny „Mental Workload”. W 1982 roku naukowcy z Uniwersytetów w Birmingham i Loughborough doprowadzili do wydania e-czasopisma o nazwie „Computer Human Factors”. Periodyk był innowacyjny ze względu na możliwość dodawania komentarzy przez czytelników. W Polsce pierwsze czasopismo dostępne tylko w formie cyfrowej pojawiło się w 1989 roku za sprawą grupy fizyków związanych z Uniwersytetem Warszawskim. Publikowane przez nich „Donosy” wciąż ukazują się w oryginalnej i niezmienionej formie.

## Zalety i wady czasopism elektronicznych
Zalety:
- dostępność w każdym momencie, z dowolnego miejsca,
- większa aktualność,
- dostęp wielu użytkowników w tym samym momencie,
- możliwość wyszukiwania, np. pełnotekstowego,
- szybszy proces publikowania treści,
- bezpłatny dostęp do czasopism Open Access[8].

Wady:
- wymagana minimalna umiejętność obsługi komputera,
- wymagane posiadanie odpowiedniego sprzętu i oprogramowania,
- wymagany dostęp do Internetu,
- wysokie ceny publikacji komercyjnych,
- bariery mentalne,
- możliwość popełnienia plagiatu i celowego zniekształcanie informacji,
- ograniczenia, które wiążą się z techniką komputerową, np. niska rozdzielczość ekranu[9].

## Typologia czasopism elektronicznych
Podział ze względu na stosowane formaty:
- PDF,
- HTML,
- ASCII,
- DjVu,
- inne[10].

Podział ze względu na sposób dystrybucji:
- e-mail,
- Web,
- CD-ROM,
- listerv,
- inne[10].

Podział ze względu na częstotliwość ukazywania się:
- miesięczniki,
- tygodniki,
- dzienniki,
- inne[10].

Podział ze względu na dostęp do czasopism elektronicznych:
- płatne (publikacje komercyjne),
- bezpłatne (Open Access[10]),

Inny podział ze względu na sposób dystrybucji, zob. wyżej:
- czasopisma online,
- czasopisma na CD-ROM[11],

Podział ze względu na formy ukazywania się czasopism elektronicznych:
- e-czasopisma, które ukazują się również w wersji drukowanej,
- e-czasopisma jedynie w wersji elektronicznej[11]